# Tiroteo en una escuela del Estado de Yobe
El tiroteo en una escuela del Estado de Yobe se refiere a lo acontecido el 6 de julio de 2013, cuando hombres armados atacaron una escuela secundaria en Mamudo, Estado de Yobe, Nigeria, matando al menos a 42 personas. La mayoría de los muertos eran estudiantes, con algunos miembros del personal también asesinados.

## Contexto
A mediados de 2013, Nigeria declaró el estado de emergencia en los estados Adamawa, Borno, y Yobe con el objetivo de acabar con la insurgencia armada del grupo fundamentalista islámico Boko Haram. En junio de 2013, soldados del ejército se enfrentaron con miembros de una madraza (escuela coránica). En un ataque del día 16 de junio por parte de elementos de Boko Haram, fueron asesinados siete niños, dos profesores, dos soldados y dos islamistas. Al día siguiente, en respuesta, Boko Haram asesinó a nueve estudiantes, mientras que el 4 de julio, fueron asesinados el director de una escuela y toda su familia.
La aldea de Mamudo se encuentra a 5 km de Potiskum, uno de los cuarteles generales de Boko Haram.

## Ataque

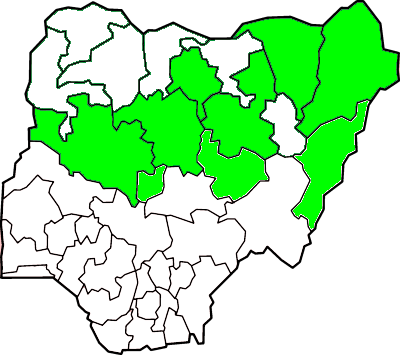
Estados de Nigeria en los que se han producido atentados atribuidos a Boko Haram entre 2010 y 2013.

Antes del amanecer del 6 de julio, hombres armados atacaron un internado administrado por el gobierno de 1.200 estudiantes de la aldea de Mamudo, Estado de Yobe, Nigeria, matando a 42 personas. Un local describe la situación: "Era un espectáculo sangriento ... Había 42 cuerpos, la mayoría de ellos eran estudiantes Algunos de ellos tenían partes de sus cuerpos dispersas y graves quemaduras, mientras que otros tenían heridas de bala". La mayoría de los muertos eran estudiantes, con algunos miembros del personal y un profesor también asesinados. Algunos fueron quemados vivos, mientras que otros murieron de heridas de bala. En la morgue, los padres lucharon para identificar a sus hijos, ya que muchos cuerpos fueron quemados con dificultades para su reconocimiento. Los supervivientes fueron llevados a una clínica cercana, custodiados por el ejército nigeriano.
Según los supervivientes, los hombres armados reunieron a las víctimas en una zona céntrica y luego comenzaron a disparar y lanzar explosivos. Los asaltantes también llevaron combustible para incendiar la escuela. Seis estudiantes que escaparon fueron encontrados escondidos en los arbustos con heridas de bala y llevados al hospital. Más de otros 100 están desaparecidos desde el 6 de julio.